# География Сан-Томе и Принсипи

Карта Сан-Томе и Принсипи

Сан-Томе и Принсипи — одно из наименьших по площади (1001 км², 170-е место в мире) государство Африки — меньше него только Республика Сейшельские Острова — 455 км², 180-я позиция. В состав входят два крупных острова и ряд мелких.
Острова Сан-Томе и Принсипи расположены в экваториальной Атлантике на расстоянии соответственно около 300 и 250 километров от северо-западного побережья Габона. Рельеф обоих островов гористый, поскольку они являются частью цепи потухших вулканов, которая включает, кроме того, острова Аннобон к юго-западу и Биоко к северо-востоку, а также часть Экваториальной Гвинеи и вулкан Камерун на западном побережье Африки.
Размеры острова Сан-Томе — 48 км в длину и 32 км в ширину (площадь 859 км²). На нём располагается столица государства — город Сан-Томе.
Остров Принсипи имеет размеры 6 на 16 км (площадь 136 км²).
Экватор проходит чуть южнее острова Сан-Томе, через остров Ролаш или совсем рядом с ним.
Самая высокая точка острова Сан-Томе — пик Сан-Томе (2024 м), острова Принсипи — пик Принсипи (948 м).
Климат на уровне моря — тропический морской, то есть жаркий и влажный. Среднегодовая температура — +26—27 °C. В жаркие месяцы, особенно в январе, температура обычно превышает +30 °C, а в самый холодный (июль) может опускаться ниже +20 °C.
Больше всего осадков (до 5000 мм) выпадает на юго-западе Сан-Томе, меньше всего (до 1000 мм) — в низинах на севере. Сезон дождей продолжается с октября по май.
По склонам гор текут реки, наиболее крупные из которых — Агуа-Гранде и Ио-Гранде на Сан-Томе, а также Агульяш, Банзу и Папагайу на Принсипи.
Протяжённость береговой линии — 209 км.
Из населения страны, составляющего примерно 163 тысячи человек (по данным Всемирной книги фактов ЦРУ — более 212,6 тысячи), почти все живут на о. Сан-Томе; лишь около 6000 — на о. Принсипи (2006 год).